# Colton Parayko
Colton Parayko (né le 12 mai 1993 à Saint-Albert dans la province de l'Alberta au Canada) est un joueur professionnel canadien de hockey sur glace. Il évolue au poste de défenseur.

## Biographie
En 2010, il commence sa carrière junior avec Oil Barons de Fort McMurray dans la Ligue de hockey junior de l'Alberta. 
Il est choisi au troisième tour en quatre-vingt-sixième position par les Blues de Saint-Louis lors du repêchage d'entrée 2012 de la Ligue nationale de hockey. De 2012 à 2014, il poursuit un cursus universitaire dans la NCAA avec l'Université de l'Alaska à Fairbanks. En mars 2015, il passe professionnel avec les Wolves de Chicago, club école des Blues dans la Ligue américaine de hockey. Le 8 octobre 2015, il joue son premier match dans la Ligue nationale de hockey avec les Blues face aux Oilers d'Edmonton. Il marque ses deux premiers buts dans la LNH le 13 octobre 2015 face aux Flames de Calgary.

## Statistiques

### En club
| Saison     | Équipe                      | Ligue      |     | Saison régulière | Saison régulière | Saison régulière | Saison régulière | Saison régulière |    | Séries éliminatoires | Séries éliminatoires | Séries éliminatoires | Séries éliminatoires | Séries éliminatoires |
| Saison     | Équipe                      | Ligue      | PJ  | B                | A                | Pts              | Pun              | PJ               | B  | A                    | Pts                  | Pun                  |                      |                      |
| 2010-2011  | Oil Barons de Fort McMurray | LHJA       | 42  | 3                | 9                | 12               | 12               | 12               | 2  | 1                    | 3                    | 2                    |                      |                      |
| 2011-2012  | Oil Barons de Fort McMurray | LHJA       | 53  | 9                | 33               | 42               | 65               | 21               | 3  | 9                    | 12                   | 14                   |                      |                      |
| 2012-2013  | Nanooks de l'Alaska         | WCHA       | 33  | 4                | 13               | 17               | 23               | -                | -  | -                    | -                    | -                    |                      |                      |
| 2013-2014  | Nanooks de l'Alaska         | WCHA       | 37  | 7                | 19               | 26               | 16               | -                | -  | -                    | -                    | -                    |                      |                      |
| 2014-2015  | Nanooks de l'Alaska         | WCHA       | 34  | 6                | 17               | 23               | 16               | -                | -  | -                    | -                    | -                    |                      |                      |
| 2014-2015  | Wolves de Chicago           | LAH        | 17  | 4                | 3                | 7                | 6                | 5                | 0  | 0                    | 0                    | 6                    |                      |                      |
| 2015-2016  | Blues de Saint-Louis        | LNH        | 79  | 9                | 24               | 33               | 29               | 20               | 2  | 5                    | 7                    | 4                    |                      |                      |
| 2016-2017  | Blues de Saint-Louis        | LNH        | 81  | 4                | 31               | 35               | 32               | 11               | 2  | 3                    | 5                    | 2                    |                      |                      |
| 2017-2018  | Blues de Saint-Louis        | LNH        | 82  | 6                | 29               | 35               | 13               | -                | -  | -                    | -                    | -                    |                      |                      |
| 2018-2019  | Blues de Saint-Louis        | LNH        | 80  | 10               | 18               | 28               | 15               | 26               | 2  | 10                   | 12                   | 10                   |                      |                      |
| 2019-2020  | Blues de Saint-Louis        | LNH        | 64  | 10               | 18               | 28               | 16               | 9                | 2  | 0                    | 2                    | 2                    |                      |                      |
| 2020-2021  | Blues de Saint-Louis        | LNH        | 32  | 2                | 10               | 12               | 14               | 4                | 0  | 1                    | 1                    | 0                    |                      |                      |
| 2021-2022  | Blues de Saint-Louis        | LNH        | 80  | 6                | 29               | 35               | 18               | 12               | 2  | 3                    | 5                    | 6                    |                      |                      |
| 2022-2023  | Blues de Saint-Louis        | LNH        | 79  | 4                | 23               | 27               | 30               | -                | -  | -                    | -                    | -                    |                      |                      |
| 2023-2024  | Blues de Saint-Louis        | LNH        | 82  | 10               | 16               | 26               | 23               | -                | -  | -                    | -                    | -                    |                      |                      |
| Totaux LNH | Totaux LNH                  | Totaux LNH | 659 | 61               | 198              | 259              | 190              | 82               | 10 | 22                   | 32                   | 24                   |                      |                      |

### En équipe nationale
| Année | Équipe               | Compétition                 |    | PJ | B | A | Pts | Pun               |  | Résultat |
| 2016  | Amérique du Nord -24 | Coupe du monde              | 3  | 0  | 3 | 3 | 2   | 5e place          |  |          |
| 2017  | Canada               | Championnat du monde        | 6  | 3  | 4 | 7 | 0   | Médaille d'argent |  |          |
| 2018  | Canada               | Championnat du monde        | 10 | 4  | 4 | 8 | 6   | 4e place          |  |          |
| 2024  | Canada               | Championnat du monde        | 10 | 0  | 4 | 4 | 2   | 4e place          |  |          |
| 2025  | Canada               | Confrontation des 4 nations | 4  | 0  | 0 | 0 | 5   | Vainqueur         |  |          |

## Trophées et honneurs personnels

### WCHA
- 2013-2014 : 
  - nommé joueur défensif de la saison
  - nommé dans la première équipe d'étoiles
- 2014-2015 : 
  - nommé joueur défensif de la saison
  - nommé dans la première équipe d'étoiles

### Ligue nationale de hockey
- 2015-2016 : sélectionné dans l'équipe d'étoiles recrues
- 2018-2019 : champion de la coupe Stanley avec les Blues de Saint-Louis